# Abraham von Kaschkar
Abraham von Kaschkar, genannt der Große (* 503; † 8. Januar 588) war der Begründer des Wiederauflebens der assyrischen Klosterbewegung im Nahen Osten während des 6. Jahrhunderts.
Das Klosterleben war bei den frühen syrischen und mesopotamischen Christen sehr beliebt. Einige waren der festen Überzeugung, dass nur streng zölibatäres Leben zur Erlösung führen könnte. Alle Mönche und Nonnen waren Nomaden, bis Mar Awgin ungefähr im Jahr 350 das erste zönobitische Kloster Mesopotamiens auf dem Berg Izla über der Stadt Nisibis nach ägyptischem Vorbild gründete. Daraufhin entstanden bald viele weitere Klöster.
Allerdings entschied die Assyrische Kirche des Ostens auf dem Konzil von Beth Lapat (484), dass alle Mönche und Nonnen heiraten sollten. Offensichtlich geschah dies um den zoroastristischen Herrschern, die das Familienleben heiligten, gefällig zu sein. Diese Entscheidung schwächte die Kirche stark. Das spirituelle Leben verschlechterte sich und die Opponenten verließen die Kirche um der monophysitischen Kirche beizutreten.
Die Entscheidung wurde im Jahr 553 widerrufen und Abraham gründete 571 erneut am Berg Izla ein Kloster mit strengen Regeln. Der dritte Abt seines Klosters war sein Schüler Babai der Große (551–628), der die verheirateten Mönche endgültig vom Berg Izla vertrieb und durch Visitationen in den verschiedenen Klöstern des Nordens sicherstellte, dass die strengen Ordensregeln befolgt wurden.